# Ilandža
Ilandža (ćir.: Иланџа) je naselje u općini Alibunar u Južnobanatskom okrugu u Vojvodini.

## Stanovništvo
U naselju Ilandža živi 1.406 stanovnika, a prosječna starost stanovništva iznosi 44,1 godina (42,2 kod muškaraca i 46,0 kod žena). U naselju je 2011. godine bilo 541 domaćinstvo, a 2002. 617 domaćinstava s prosječnim brojem 2,8 članova po domaćinstvu. Prema popisu iz 1991. godine u naselju je živjelo 2.023 stanovnika.
| Etnički sastav 2002. |            |        |
| Narod                | Stanovnika | %      |
| Srbi                 | 1.492      | 86,39% |
| Romi                 | 97         | 5,61%  |
| Crnogorci            | 33         | 1,91%  |
| Makedonci            | 18         | 1,04%  |
| Slovaci              | 17         | 0,98%  |
| Rumunji              | 14         | 0,81%  |
| Mađari               | 12         | 0,69%  |
| Jugoslaveni          | 12         | 0,69%  |
| Hrvati               | 9          | 0,52%  |
| Muslimani            | 1          | 0,05%  |
| nepoznato            | 14         | 0,81%  |

| broj stanovnika | 3132  | 2896  | 2926  | 2805  | 2426  | 2023  | 1727  |
|                 | 1948. | 1953. | 1961. | 1971. | 1981. | 1991. | 2001. |

## Vanjske poveznice
- Službena prezentacija Ilandže
- Karte, udaljenosti i vremenska prognoza
- Satelitska snimka naselja  Arhivirana inačica izvorne stranice od 19. veljače 2021. (Wayback Machine)